# Hamiltoniauletes striaticeps
Hamiltoniauletes striaticeps là một loài bọ cánh cứng trong họ Rhynchitidae. Loài này được Wickham miêu tả khoa học năm 1911.